# Mesenterialvene

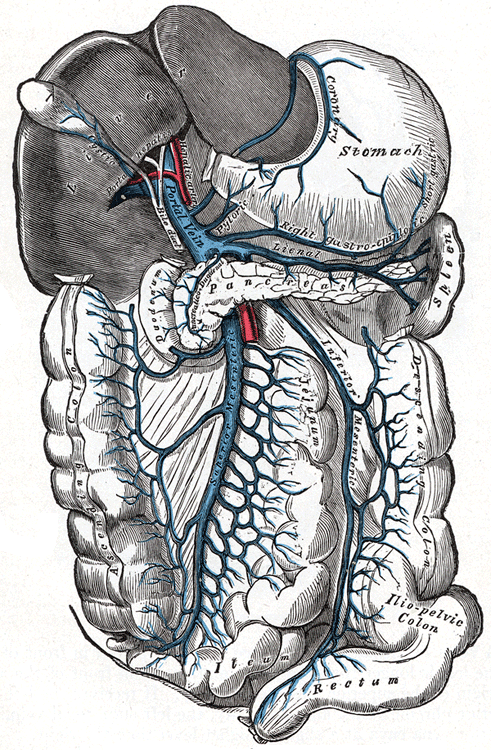
Zuflüsse der Pfortader

Als Mesenterialvenen (lateinisch vena mesenterica, Synonym „Darmvene“, „Gekrösevene“) werden Venen bezeichnet, die sauerstoffarmes, aber nährstoffreiches Blut aus der Darmwand (Mucosa) über die Pfortader in die Leber transportieren. Der Mensch besitzt zwei große Mesenterialvenen, die das venöse Blut aus den entsprechenden Darmabschnitten sammeln: die Vena mesenterica superior („obere Gekrösevene“, „obere Eingeweidevene“) und die Vena mesenterica inferior („untere Gekrösevene“, „untere Eingeweidevene“). Typischerweise mündet die Vena mesenterica inferior in die Vena lienalis (Milzvene), welche nach Vereinigung mit der Vena mesenterica superior die Pfortader bildet.
1. Die Vena mesenterica superior transportiert Blut aus dem Leerdarm (Jejunum), Hüftdarm (Ileum), Blinddarm (Caecum), aufsteigenden Dickdarm (Colon ascendens) und Querdickdarm (Colon transversum) und erhält Zuflüsse von Venen des Zwölffingerdarms (Duodenum) und der Bauchspeicheldrüse (Pankreas).
2. Die Vena mesenterica inferior transportiert Blut aus dem absteigenden Dickdarm (Colon descendens), der Sigma-Schlinge (Colon sigmoideum) und dem Plexus venosus rectalis (ein Venengeflecht, welches um den Mastdarm, ein Teil des Enddarms, herum liegt).